# シュトルツェナウ
シュトルツェナウ (ドイツ語: Stolzenau) は、ドイツ連邦共和国ニーダーザクセン州のニーンブルク/ヴェーザー郡に属す町村（以下、本項では便宜上「町」と記述する）である。この町はザムトゲマインデ・ミッテルヴェーザーに属しており、その本部所在地である。

## 地理
シュトルツェナウはミッテルヴェーザー地方のミットレーレス・ヴェーザータールの湿地と砂地の土地に位置する。郡庁所在地ニーンブルク/ヴェーザーの南西にあたりヴェーザー川左岸に面している。

### 隣接する自治体
北はシュタイアーベルク、東はザムトゲマインデ・ランデスベルゲンと境を接する。南東はノルトライン＝ヴェストファーレン州（ミンデン＝リュベッケ郡ペータースハーゲン）との州境をなし、南西から西にかけてはザムトゲマインデ・ウフテと接する。

### 自治体の構成
この町は1974年3月1日の地域再編で以下の集落が合併して成立した。
- シュトルツェナウ
- シンナ
- フレストルフ
- ヒベン
- ミュスレリンゲン
- ネンドルフ
- ホルツハウゼン
- アネモルター
- ディーテ

また、これ以外にアルターカンプ、ベーテル、ゼーゲベルク、コーレンヴァイヘといった集落もこの町に属す。

## 歴史
シュトルツェナウ (Stolzenau) という地名は1370年2月23日の文書に初めて現れ、それ以後広く使われるようになった。これは Stolze Aue（立派な水辺の草地）を意味しており、Stoltenouwe、Stoltenow、Stotzenow、Stoltzenaw、Stoltzenaweといった表記がなされていた。
シュトルツェナウは、たびたびホーヤ伯の都となった。1503年のホーヤ伯フリードリヒの死によってホーヤ伯領全域はレーエンとしてブラウンシュヴァイク＝リューネブルク公領に編入された。
1594年、この町は85棟の民家を焼く大火に襲われた。三十年戦争の衝撃と混乱もこの町を無傷にしては置かなかった。皇帝軍の司令官ティリー伯は1625年8月15日にシュトルツェナウを占領した。しかし同年10月26日にはデンマーク軍がこれを奪回している。その後、この街の占領軍はたびたび入れ替わり、繰り返し包囲を受けたことで甚大な被害を被った。ペスト（1624年）や発熱性の皮膚病といった病気も住民の命を奪っていった。
ヴェストファーレン条約後も何年も再興が出来ないほどこの町やその行政管轄区は衰退した。七年戦争ではフランス軍占領下で辛酸をなめた。
1815年以降になってやっと経済的発展が始まった。1828年に現在の教会が造られた。1885年に現在の町役場の礎石が据えられた。1884年にこの町は、新たに設けられたシュトルツェナウ郡の郡庁所在地となった。郡の行政機能は1932年まで旧城館に置かれた。その後城館は勤労奉仕隊の施設に利用された。1945年以降は住居として用いられた。城館は1965年に取り壊され、跡地には新たに実科学校が創設された。
活発な建設工事がなされたにもかかわらず、町の古くからの中心部は基本的性格に中世の面影を留めている。

### 宗教
シュトルツェナウでは主にプロテスタントのルター派、またはローマ・カトリックが信仰されている。この他に新使徒派教会やイスラム教の信者もいる。

## 行政

### 議会
シュトルツェナウの町議会は20議席からなる。

### 首長
ハインリヒ・クルーゼ (CDU)。

### 姉妹自治体
- Luzino（ポーランド、ポモージェ県）2006年

## 文化と見所

### 博物館
- 郷土博物館
- 人形博物館

### 城館、教会、修道院
- ホーヤ伯の城館は1965年に取り壊され、跡地には実科学校が建設されている。
- 聖ヤーコビ教会（プロテスタント）
- 聖クリストフェルス教会（カトリック）
- 新使徒派教会
- シンナ集落には修道院があった。その遺構は現在も遺っている。

### 見所
- シンナ集落の聖フィトゥス教会の装飾祭壇
- 聖ヤーコビ教会（教会塔）
- ヴェーザー川の自然環境。ウォータースポーツができる。
- ヴェーザー橋
- バロック様式の町役場（1885年建造）
- 木組み建築が建つ町の中心部
- 戦争記念碑

### 公園
- ビュルガーパーク（町民公園） — シュトルツェナウの町長をも輩出した家系のブレーメン商人オルデマイアーが19世紀に町に送った寄附で造営された。

### スポーツ施設
- シュトルツェナウ、ネンドルフ、シンナの運動広場
- 体育館
- 温水屋外プール
- 屋内テニスコート
- モーターボート用の港

上述の体育館ではハンドボールクラブ HSGロックム/シュトルツェナウのホームゲームが行われる。2009年にSCシュトルツェナウとMTVシュトルツェナウとが合併して設立された VfBシュトルツェナウは会員数750人を超え、10種類のスポーツ部門を有するこの町最大のスポーツクラブである。

### 年中行事
- 射撃祭（2年ごと、偶数年に開催される）
- 都市祭（2年ごと、奇数年に開催される）
- 謝肉祭

## 経済と社会資本
旧郡庁所在地で下級中心のシュトルツェナウには、中級中心に遜色のない社会資本が整備されている。多くの官庁がこの町に拠点を置いている。シュトルツェナウはまた、ニーンブルク/ヴェーザー郡南部のショッピングの中心である。町の中心部の他、周辺にもいくつかのショッピングセンターがある。さらに郡南部の住民の多くがシュトルツェナウに職場がある。
シュトルツェナウの経済は主に農業、合成樹脂加工業、砂利採掘業に拠っている。この町にはドイツ最大の人工皮革工場 (Era) がある。この会社はフォルクスワーゲンやオペルといった大手自動車メーカーに製品を納入している。

### 交通

#### 水路
ヴェーザー川は近郊に位置するミンデンの水路ジャンクションを介して国際的な内陸水路にシュトルツェナウを結びつけている。

#### 鉄道
最寄りの駅は町の中心から東に約3km離れたレーゼ＝シュトルツェナウ駅である。この駅はローテンブルク (ヴュンメ)とミンデンとを結ぶヴェーザー＝アラー鉄道の駅である。平日は2時間ごとに「ポルタ・エクスプレス」がニーンブルク - ミンデン - ビーレフェルト間を運行している。週末には同じ運行間隔でローテンブルク - フェルデン (アラー) - ニーンブルク - ミンデン間のヴェーザー＝アラー鉄道が利用できる。

#### バス路線
ニーンブルク郡交通会社のバス路線がシュトルツェナウとウフテ、ニーンブルク/ヴェーザー、シュタイアーベルク、レーブルク＝ロックム、ヴンストルフとを結んでいる。

#### 道路
- 連邦道 B215号線　ローテンブルク (ヴュンメ) - ミンデン
- 連邦道 B441号線　ウフテ - ハノーファー

### 公共施設
- ミッテルヴェーザー病院
- 消防団
- 警察署
- 職業安定所
- 保健所（支所）
- 区裁判所
- 屋外プール
- 運動場
- 青年の家

### 教育
- ギムナジウム 1校（ギムナジウム・シュトルツェナウ）
- 実科学校 1校
- 基礎学校 2校
- 精神障害者のための養護学校 1校

### メディア
シュトルツェナウにはかつて固有の日刊紙「シュトルツェナウアー・ヴォーヒェンブラット」があった。現在シュトルツェナウでは、ニーンブルクの日刊紙「ディー・ハルケ」が読まれている。さらに約15000部発行される月刊の「ルント・ウム・シュトルツェナウ」や「ブリックプンクト・ニーンブルク」がある。

## 人物

### ゆかりの人物
- ゼバスティアン・エーダティー（1969年 - ）政治家 (SPD)。この町でアビトゥーアを取得した。

## 引用
1. ↑  Landesamt für Statistik Niedersachsen, LSN-Online Regionaldatenbank, Tabelle A100001G: Fortschreibung des Bevölkerungsstandes, Stand 31. Dezember 2023